# Saint-André-du-Bois
Saint-André-du-Bois är en kommun i departementet Gironde i regionen Nouvelle-Aquitaine i sydvästra Frankrike. Kommunen ligger i kantonen Saint-Macaire som tillhör arrondissementet Langon. År 2022 hade Saint-André-du-Bois 438 invånare.

## Befolkningsutveckling
Antalet invånare i kommunen Saint-André-du-Bois
Referens:INSEE